# Chiloeches
Chiloeches település Spanyolországban, Guadalajara tartományban. Chiloeches Alovera, Cabanillas del Campo, Guadalajara, Pozo de Guadalajara, Los Santos de la Humosa és Azuqueca de Henares községekkel határos. Lakosainak száma 4067 fő (2024).

## Népesség
A település népessége az utóbbi években az alábbiak szerint változott:
| Lakosok száma | 1265 | 1684 | 2073 | 2772 | 3077 | 3310 | 3305 | 3579 | 3797 | 4067 |
|               | 2001 | 2004 | 2006 | 2009 | 2011 | 2014 | 2016 | 2019 | 2021 | 2024 |